# Господа Скотинины
Господа Скотинины — советский черно-белый немой фильм в семи частях, который был снят в 1926 году режиссёром Григорием Рошалем по мотивам комедии «Недоросль» Д. Фонвизина. «Господа Скотинины» стали первой режиссёрской работой Григория Рошаля. Сценарий Серафимы Рошаль и Веры Строевой под редакцией А. В. Луначарского.

## История создания

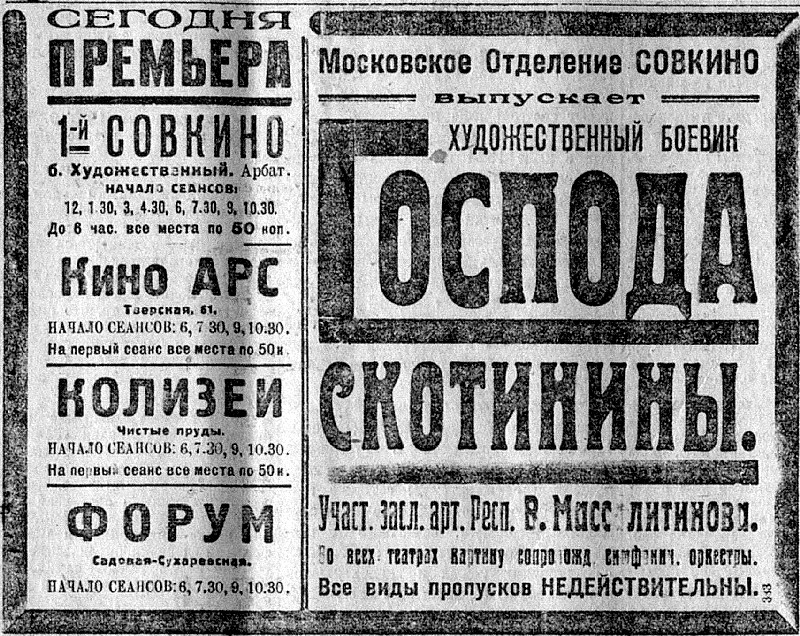
Реклама фильма «Господа Скотинины» в газете «Известия» за 1927

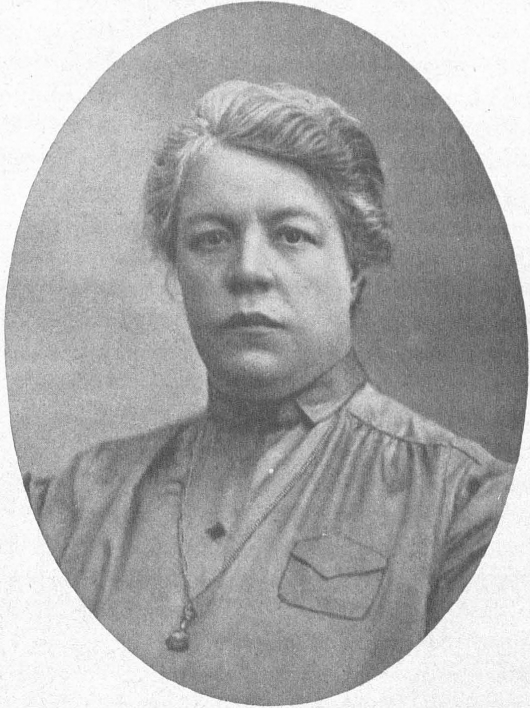
Варвара Массалитинова сыграла роль жестокой помещицы Простаковой

Когда директор 3-й фабрики Госкино Михаил Кресин доверил постановку фильма по пьесе «Недоросль» режиссёру Григорию Рошалю, это вызвало неоднозначную реакцию, потому что Рошаль до этого не занимался съёмкой фильмов. Григорий Рошаль и сценарист Вера Строева во время работы над фильмом старались показать классовые и социальные проблемы того времени. Рошаль с нуля создавал обстановку той эпохи, в чём ему помогал художник Махлис. Создатели фильма сознательно преувеличивали определённые качества персонажей фильма, делали их карикатурными — и зрители верили, что помещики были именно такими, какими их показал режиссёр, с тучными фигурами и потными лицами, с монументальными причёсками. Трущобы пугачёвцев снимали в глухих, непроходимых дебрях. Офицер Милон одним кажется героем, другим — подлецом, в зависимости от того, кто на него смотрит — помещики или крестьяне. Варвара Массалитинова смогла достоверно сыграть роль помещицы, в образе которой есть нечто отвратительное. Кульминацией фильма стал пугачёвский бунт. Создатели экранизации сделали главный акцент на разоблачении зверств, которые совершали помещики по отношению к своим крепостным, и наказании, которое последовало за этим со стороны народа. В фильме особый акцент сделан не на Софье и её возлюбленном офицере Милоне, а на портном Тришке и его крепостной девушке.
Простаковы-Скотинины носят огромные парики и расшитые золотом одежды. Помещица Простакова одновременно и крестится, и дерется, и молится, и ругается.
В фильме снимались Павел Тамм, Нина Шатерникова, Варвара Массалитинова, Игорь Доронин, Софья Яковлева, Талин, Степанов, Беляев, Лазарев, Чернов, Бужинская, Никулин, Соловцов. Длительность фильма 78 минут, режиссёр Григорий Рошаль. Сценарист — Серафима Львовна Рошаль и Строева Вера. Оператор Н. Козловский. Софью сыграла Н. Шатерникова. Роль Тришки исполнил И. Доронин, роль Скотинина — Беляев. Производством фильма занималась 3-я фабрика Госкино.

## Сюжет
Госпожа Простакова, в девичестве Скотинина, обладает суровым нравом. Она не жалеет ни своих подчиненных, ни родных, даже не проявляет милосердия к своей племяннице — Софье. Она хочет выдать Софью замуж за своего брата Скотинина, а самой Софье нравится офицер Милон. У Простаковой есть сын Митрофанушка. Он видит, как его отец нападает на крепостную Глашу и пытается её изнасиловать. Митрофанушка запирает отца и Глашу в хлеву, а сам бежит за матерью, чтобы рассказать ей о случившемся. Хотя помещица Простакова видит все происходящее лично, она решает наказать не мужа, а крепостную Глашу, и приказывает выпороть несчастную девушку. Глаше остригают косу, что считается большим позором для того времени. На защиту Глаши встаёт её жених, дворовой портной Тришка. Простакова отдает приказ выпороть и его. Помещица решает, что должна лично пороть свою крепостную. Тришка мечтает о свободе для дворовых. Он бежит вместе с Глашей, и им удается спрятаться в лесу от собак. Они находят старообрядческие скиты и там останавливаются. Мужчины решают примкнуть к отряду Пугачёва. Женщины остаются без защиты мужчин и сталкиваются с гвардейцами и Милоном. Глашу привязывают к хвосту лошади и гонят в усадьбу Простаковой. Там её кидают в «холодную», и она замерзает.
В хозяйской усадьбе идёт помолвка девушки Софьи и Скотинина. Софья получает письмо, в котором говорится, что дядя Софьи сделал её наследницей всего своего состояния. Помещики начинают пресмыкаться перед девушкой. Простакова насильно увозит Софью в церковь, чтобы выдать её замуж за своего сына Митрофанушку. Но девушка успевает сообщить Милону и сбегает из-под венца.
Тришка с пугачёвцами поджигают усадьбу Простаковой. Помещица умирает от удара. Восстание подавляют гвардейцы, и дворового портного ведут на казнь.

## Критика
В картине не раскрываются причины появления пугачёвщины и род занятий помещиков Скотининых.
В газете «Кино-фронт» № 4 от 1926 года критики отмечают, что первая режиссёрская работа Рошаля вызывает недоумение, потому что в ней не освещаются вопросы рабочих исканий, труда, вражды. В сценарии фильма освещаются две основные темы: тема Фонвизинская и тема пугачёвского бунта. Эти две темы конкурируют между собой и мешают друг другу. Обе показаны поверхностно. Про пугачёвцев в сценарии подробно ничего не сказано, но они нужны, чтобы отомстить за невесту Тришки. По словам самого режиссёра, он не мог показать тему пугачёвщины более полно, потому как дирекция выдала распоряжение о приостановке съемок этой части сценария.
На протяжении всей картины зрители видят Софью и Милона несчастными влюбленными, а в финале они оказываются не такими хорошими, как о них думал зритель. В фильме очень много сцен, связанных с погонями: погоня за дворовым портным, скачка Милона, погоня пугачёвцев за солдатами и солдат за пугачёвцами. Тарас Скотинин, по задумке автора, — фигура отрицательная, а в фильме он, скорее, показан смешным. Актёр Беляев, который исполняет роль Скотинина, обладает внешними характерными чертами и движениями доброго человека. Зрителю кажутся запоминающимися лица только 2-3 героя, с главной героиней же всегда что-то происходит и зритель не может её нормально рассмотреть. Дом Еремеевны непонятно устроен и многие сцены кажутся нелогичными. Чтобы няньке догнать Милона, нужно было очень мало времени, в то время как офицер проделывает тот же путь очень долго. На спине Глаши, которую недавно избили, нет и следа побоев. Про монтаж картины критики отмечают, что она склеена «примитивным образом», куски ленты между собой никак не связаны по композиции или движению. Пожар начинаются ночью, а бегут на него днём. Внешность актёров часто противоречит их роли. Надписи в фильме сделаны неудачно — например, девичья в фильме называется девишником.